# Neuville-les-Dames
Neuville-les-Dames ist eine französische Gemeinde mit 1540 Einwohnern (Stand: 1. Januar 2022) im Département Ain in der Region Auvergne-Rhône-Alpes. Sie gehört zum Kanton Châtillon-sur-Chalaronne im Arrondissement Bourg-en-Bresse. Die Einwohner werden Neuvillois genannt.

## Geografie
Neuville-les-Dames liegt am Rand der Landschaften Dombes und Bresse, etwa 18 km westsüdwestlich der Präfektur Bourg-en-Bresse und etwa 20 km südöstlich der Stadt Mâcon. Die Ortschaft liegt am Fluss Renon. Umgeben wird Neuville-les-Dames von den Nachbargemeinden Vonnas im Norden, Chanoz-Châtenay im Nordosten, Condeissiat im Osten, Romans im Süden, Châtillon-sur-Chalaronne im Südwesten sowie Sulignat im Westen und Nordwesten.

## Bevölkerungsentwicklung
| Jahr                       | 1962 | 1968 | 1975 | 1982 | 1990 | 1999 | 2006 | 2013 | 2021 |
| Einwohner                  | 1059 | 1062 | 1069 | 1064 | 1141 | 1231 | 1500 | 1492 | 0    |
| Quellen: Cassini und INSEE |      |      |      |      |      |      |      |      |      |

## Sehenswürdigkeiten
- Kirche Saint-Maurice aus dem 19. Jahrhundert
- Schloss Cheuvigney, seit 1980 Monument historique
- Schloss La Chassagne
- Mühlen

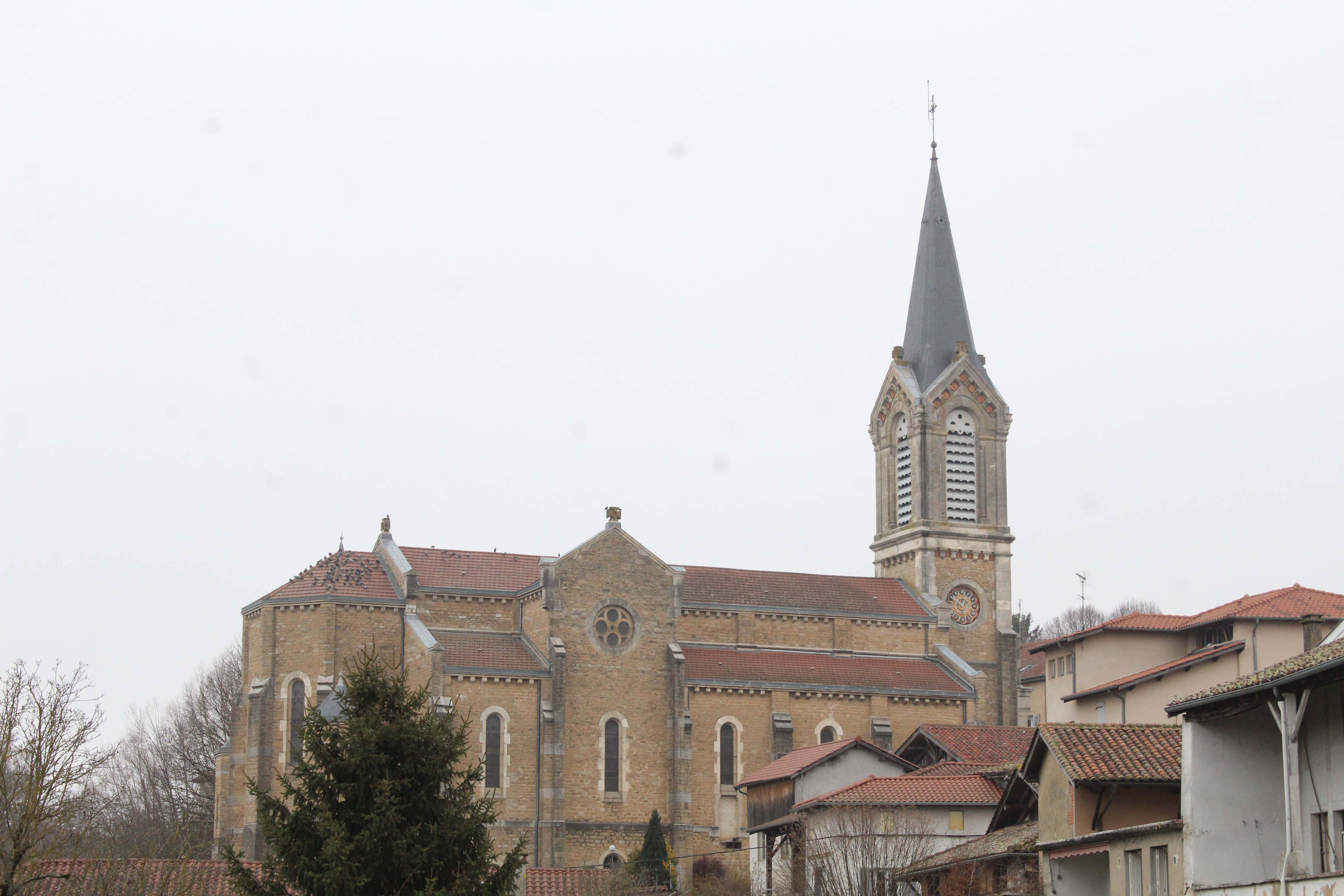
Kirche Saint-Maurice
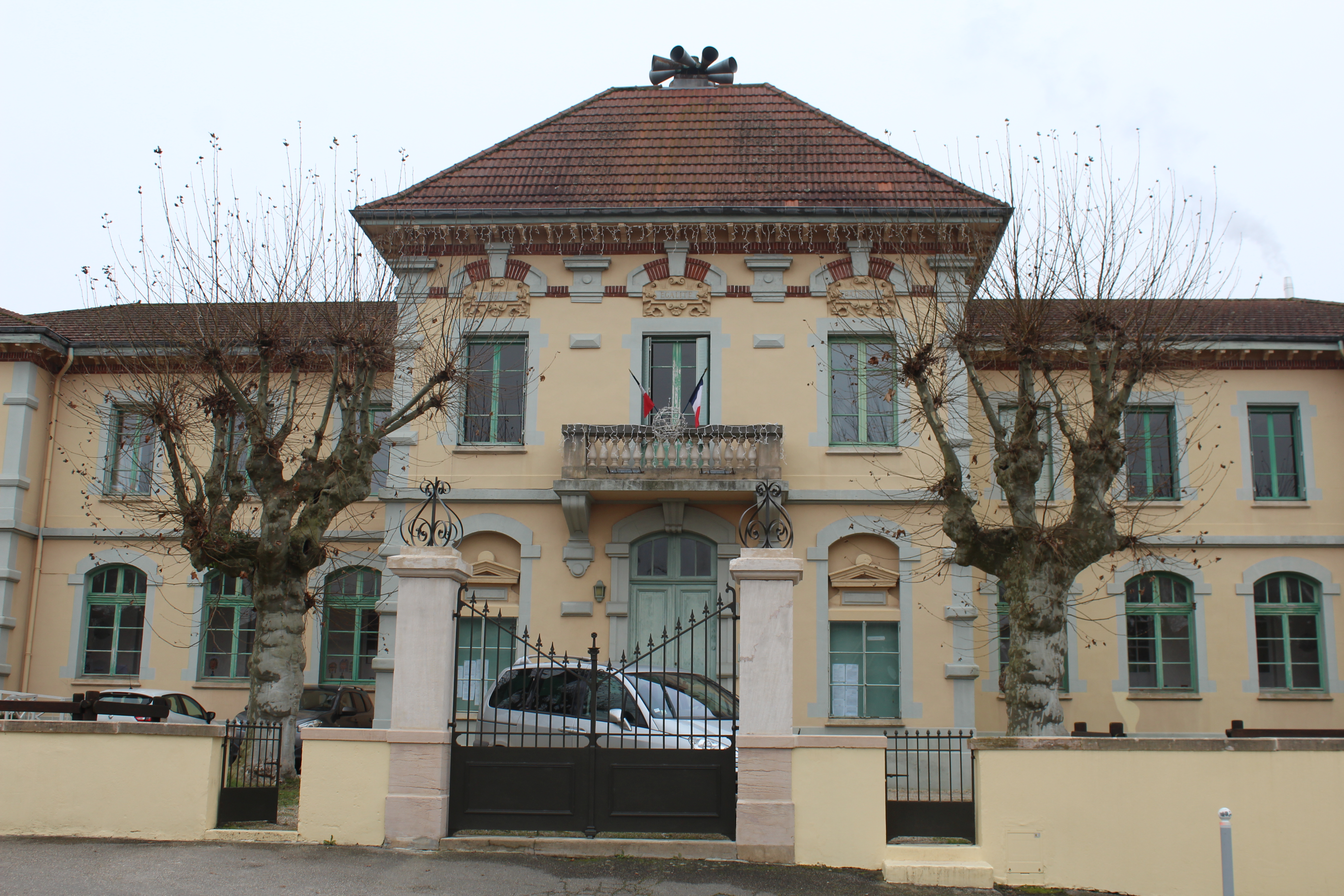
Rathaus (mairie)
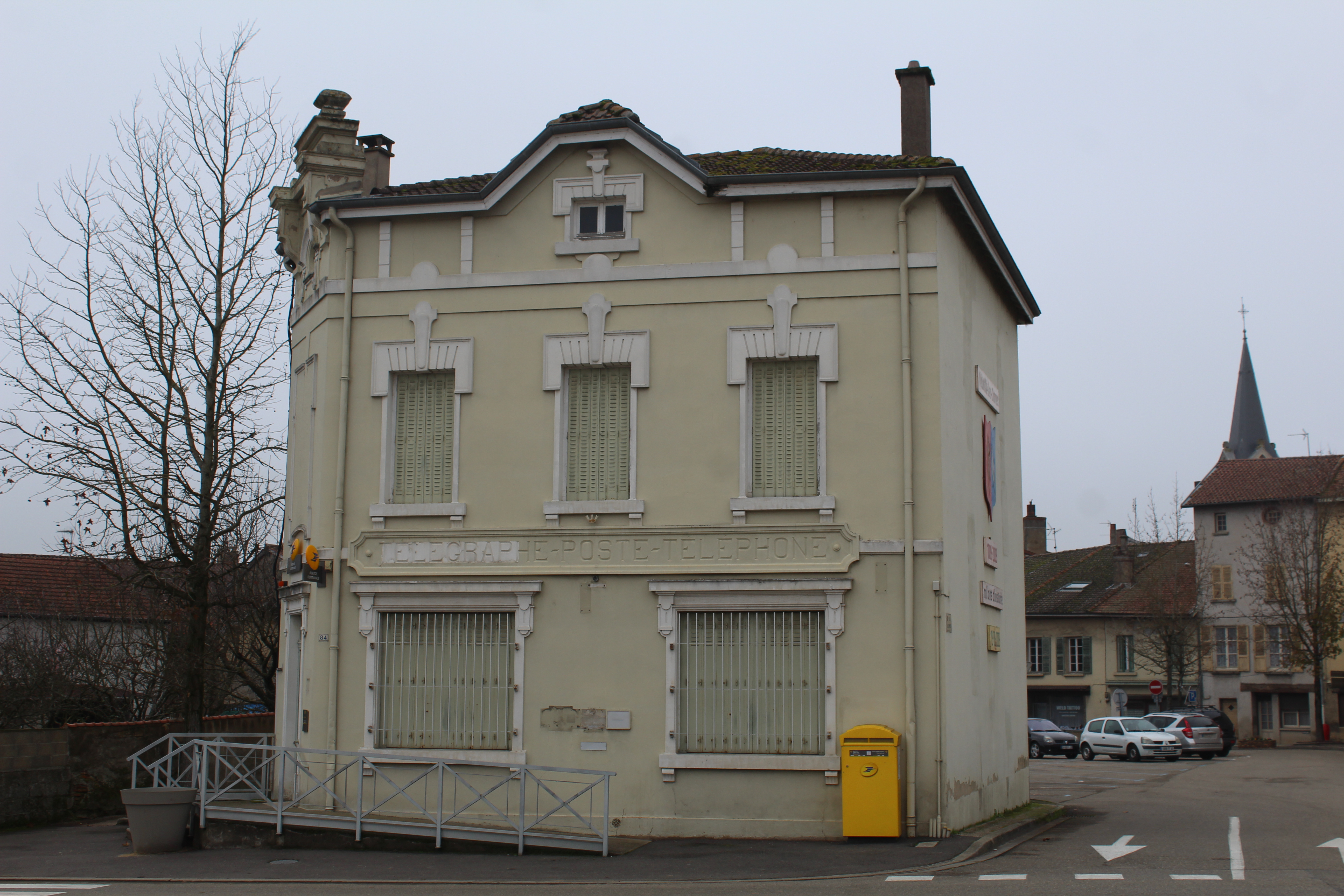
Postamt
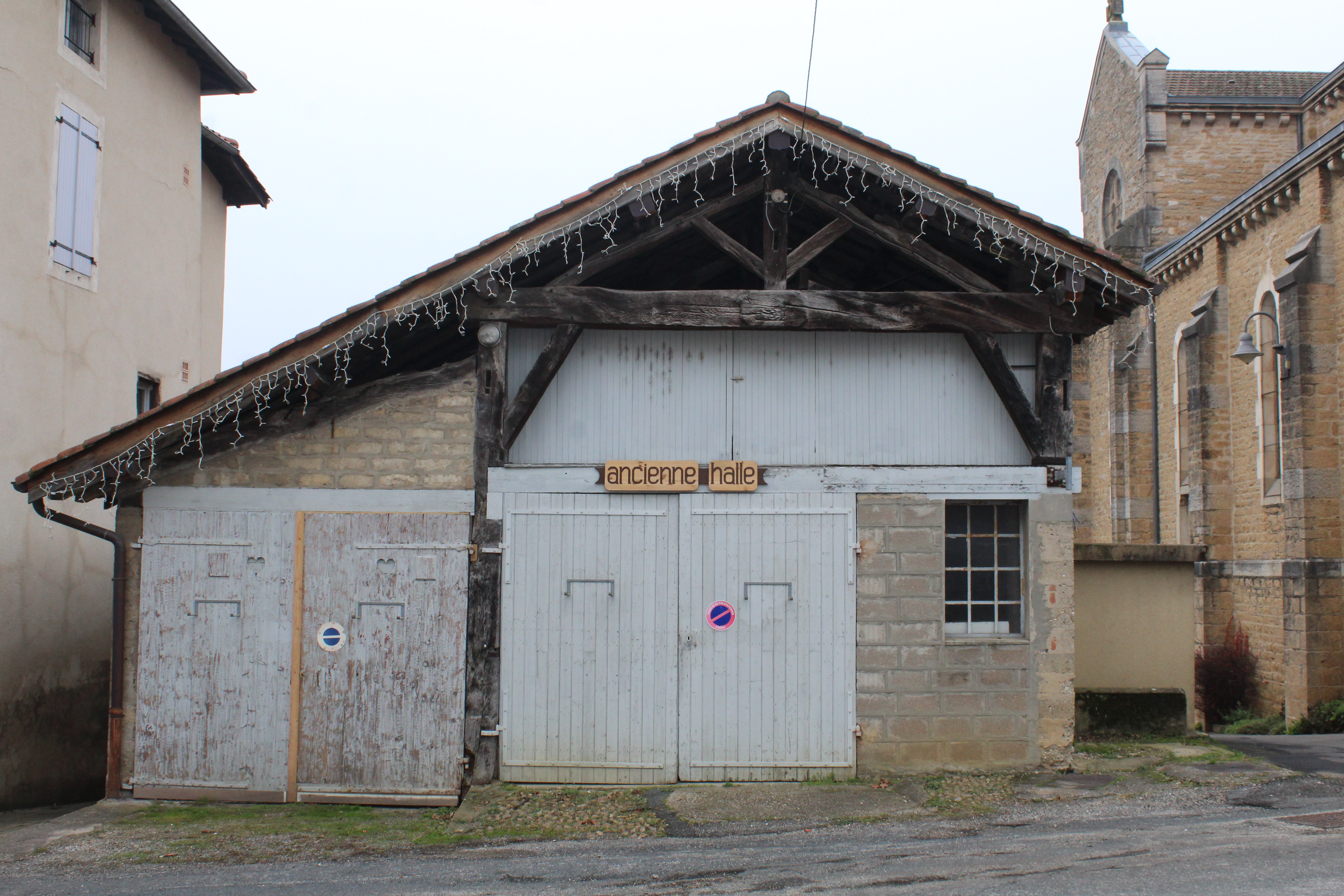
Ehemalige Markthalle
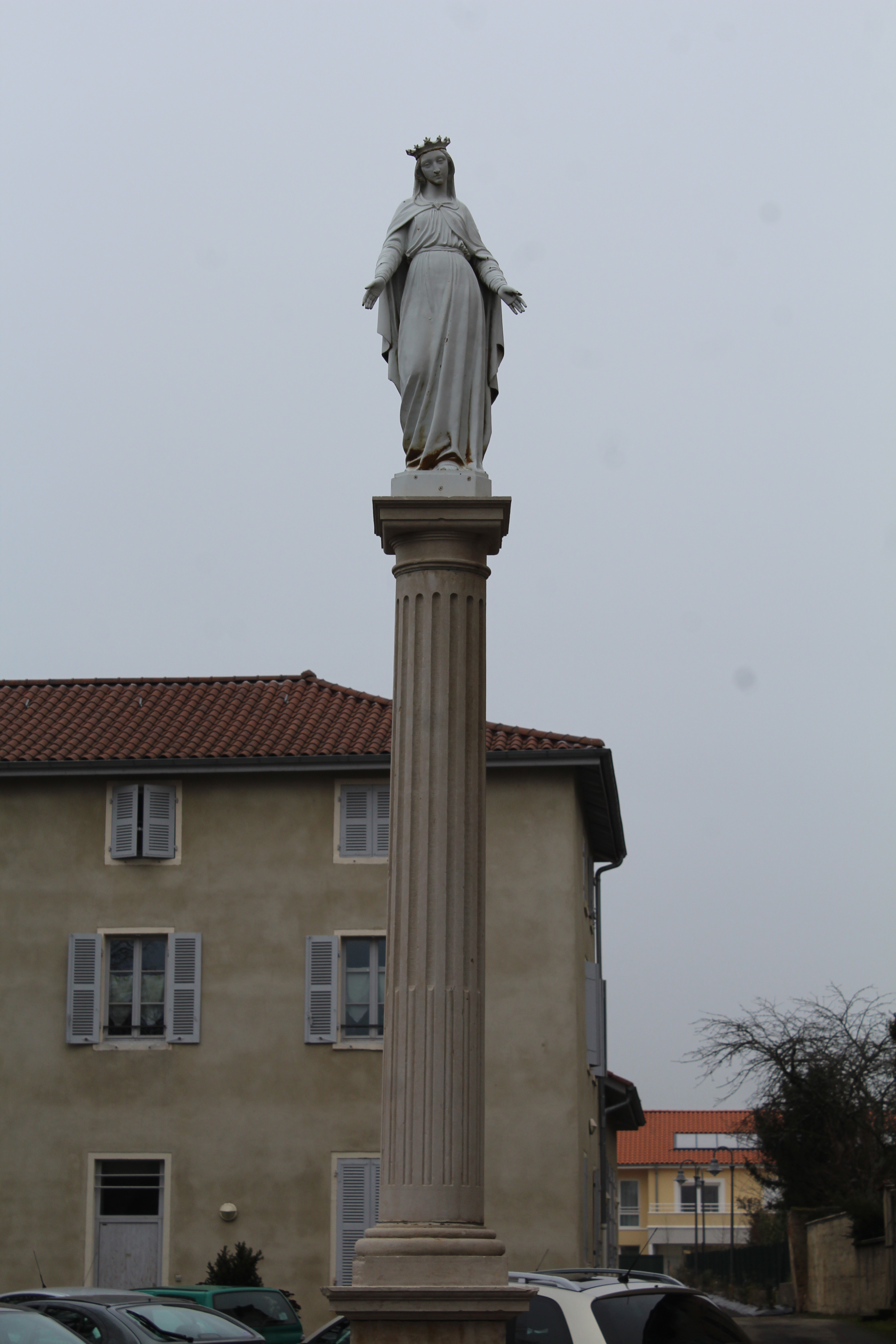
Marienstatue
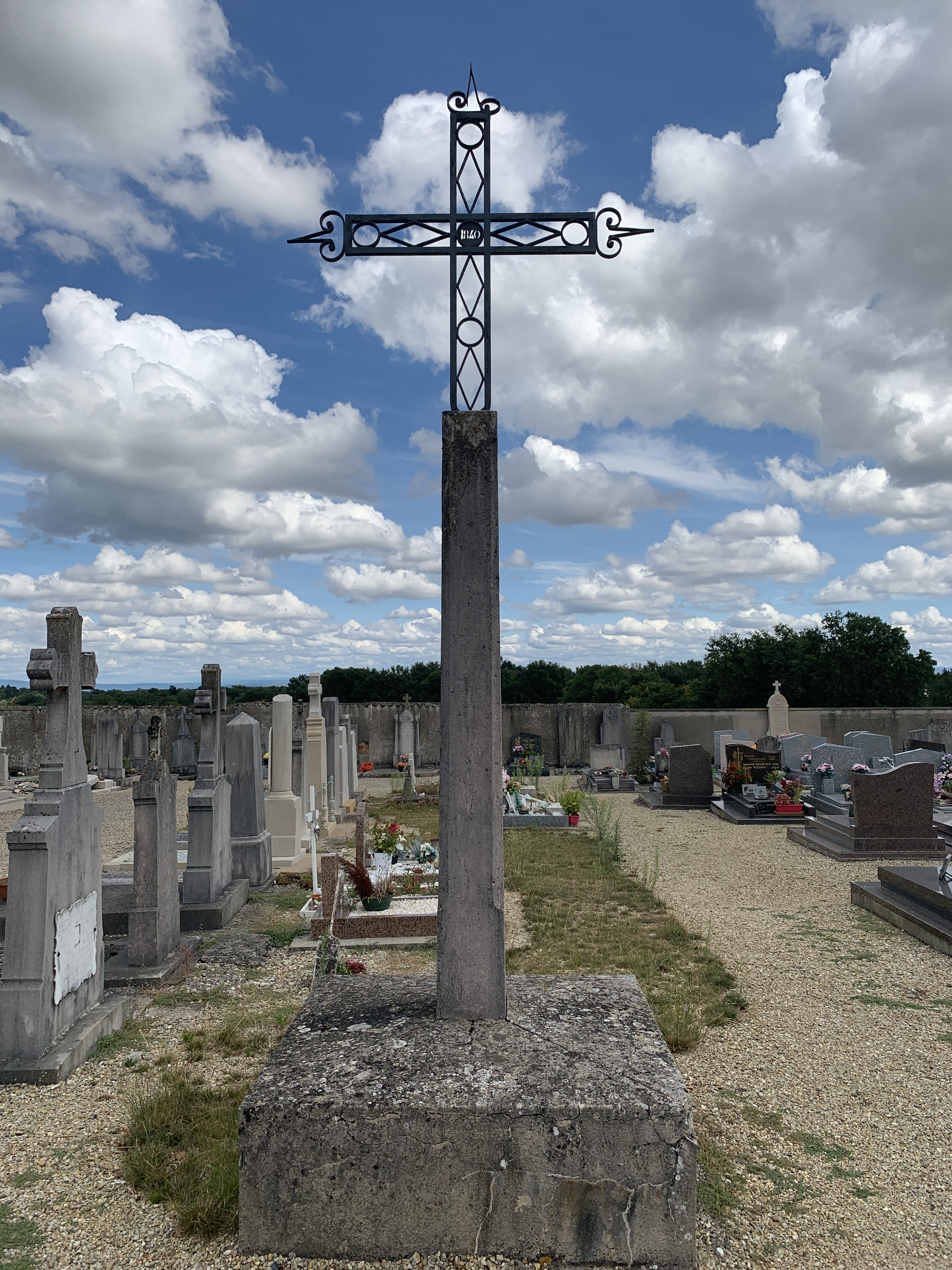
Friedhofskreuz
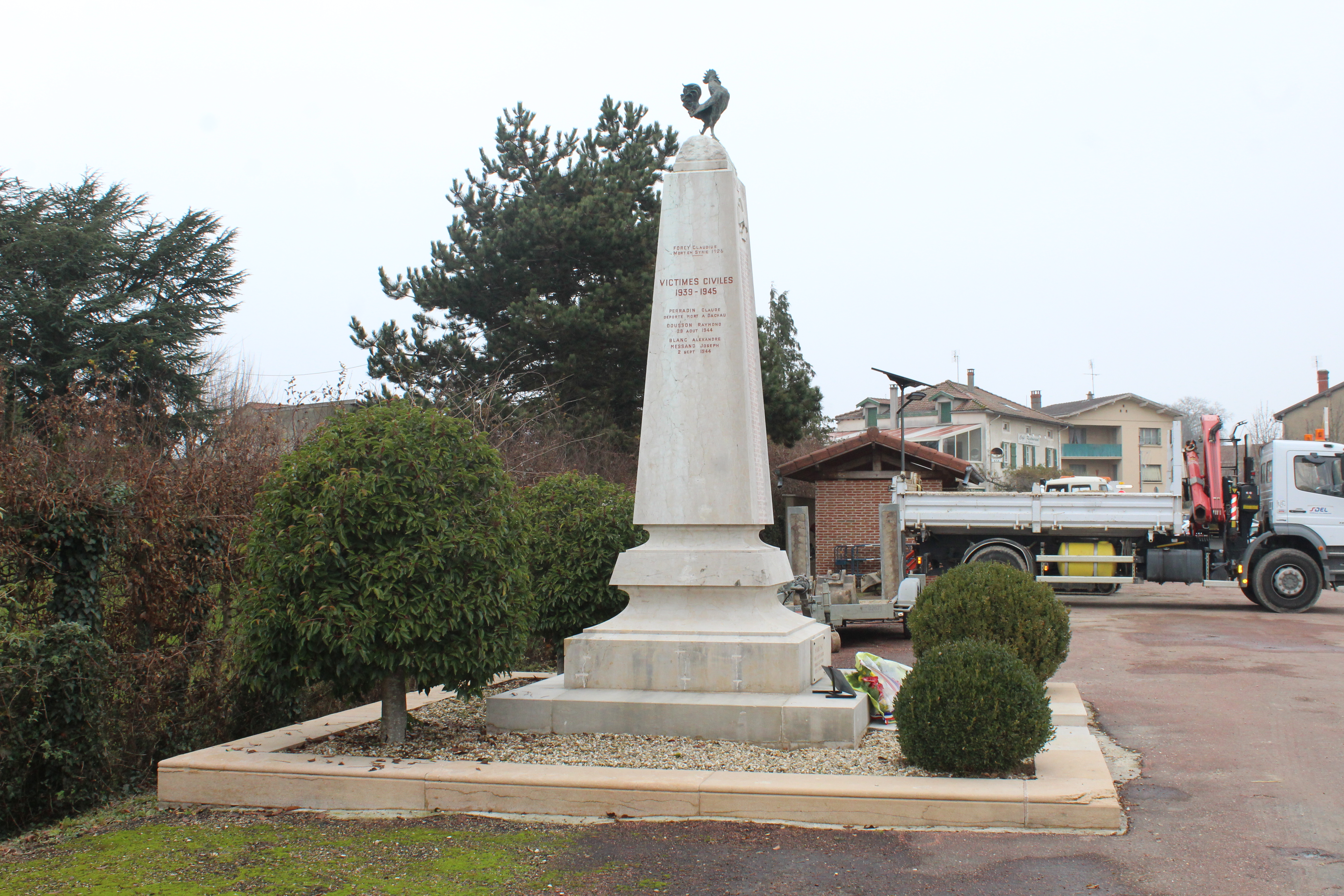
Gefallenendenkmal